# El gran reto
El gran reto es una miniserie peruana de corte costumbrista, realizada por Imizu Producciones para Frecuencia Latina con 29 capítulos de 45 minutos de duración.
Creada por Susana Bamonde y escrita por Enrique Moncloa, la historia gira en torno a la magia y misticismo oculto tras el mundo de la danza ritual peruana de las tijeras, y relata las aventuras ficticias de dos importantes danzantes de tijeras reales, Damián de la Cruz «Ccarccaria» y Rómulo Huamaní «Qori Sisicha», quienes colaboraron enseñándole a los actores a bailar la danza al iniciar la producción e hicieron cameos en algunos episodios. Dirigida por Lucho Barrios, las grabaciones iniciaron el 2 de febrero de 2008 y se estrenó el 9 de julio del mismo año a las 9:00 p. m.
El programa obtuvo el tercer puesto en la cuota de audiencia según Ibope Media.

## Sinopsis
En la región chanca de Ayacucho, Apurímac y Huancavelica en las alturas de la sierra peruana, durante siglos se cultivó un ritual de carácter mágico: la danza de tijeras. Más que una simple manifestación de arte folklórico o destreza física, esta danza ancestral convierte a quienes la practican en intermediarios entre los mortales y las deidades del mundo tradicional andino.
El gran reto cuenta la historia de Julia Huilca, una joven que desde pequeña fue entrenada por su padre para competir en el mundo místico de los danzantes de tijeras a pesar de ser este exclusivo de los hombres. En uno de los clásicos retos el padre de Julia es asesinado por un daño proveniente del demonio y ella jura vengarse de quien le lanzó el maleficio. Para ello se hará pasar por Julio, un muchacho que aspira a convertirse en danzante y encuentra un maestro en Rómulo Huamaní «Qori Sisicha», uno de los mejores danzantes de tijeras. Rómulo, quien vive en Churubamba (Huánuco) con su hermana Emilia y su sobrino adolescente Huáscar, mantiene una cercana amistad con Damián de la Cruz «Ccarccaria», otro famoso danzante de carácter bromista y seductor, quien está preparando a su hijo Alex para seguir sus pasos. Al conseguir finalmente discípulos a quienes transmitir sus conocimientos, Rómulo y Damián proponen organizar un gran reto, una competencia final de danzantes donde se enfrentarán a Cirilo «El diablo rojo», sobrino y ex discípulo de Rómulo, que abandonó su entrenamiento para unirse a las fuerzas del mal. Bajo este disfraz y ocultando en todo momento su identidad femenina, Julia irá descubriendo poco a poco los secretos de la brujería y su poder para hacer daño, se adentrará en el mágico mundo de las creencias andinas, luchará contra seres superiores y experimentará la confusión de sentir atracción por Alex, el hijo de Damián, siendo ella una mujer. En su viaje, discípulos y maestros conocerán dioses, fantasmas, deidades y seres mágicos que los ayudarán a encontrar el camino del bien para revertir el daño ocasionado por Aya Supay, el espíritu del diablo, quien amenaza con sumir al mundo entero en la oscuridad.
El gran reto gira en torno a la cultura peruana y las costumbres, mitos, leyendas y creencias ocultas tras la cosmovisión andina.

## Elenco
- Stephanie Orué como Julia/Julio Huilca
- Gerardo Zamora como Damián De La Cruz «Ccarcaria»
- Oscar Ugaz como Alex De La Cruz
- Pold Gastello como Rómulo Huamaní «Qori Sisicha»
- Irene Eyzaguirre como Emilia Huamaní
- Antonio Callirgos como Huáscar
- Maricarmen Marín como Teresa
- Ramón García Monteagudo como Huamán (brujo layqa o hechicero maligno)
- Luis Alberto Sánchez como Cirilo «Sajgra Pucará»
- Enrique Victoria como Aya Supay o Espíritu del Diablo
- Reynaldo Arenas como Llullu Churiyaq o Padre Tierno
- Verónica Núñez como Luchita
- Angelita Velásquez como Abencia
- Antonio Robles como Anastasio Huilca
- Héctor Jiménez como Torres
- Roberto Castillo como Piojo
- Thomás Reyes como Chupete
- Evelyn Azabache como La Flaca
- Luis Manuel Campos como Jairo
- Miguel Vergara como Muky
- María José Vega como testigo

Y las apariciones especiales de:
- Rómulo Huamaní «Qori Sisicha»
- Damián de la Cruz «Ccarcaria»